# نادي نجمة سيناء
نادي نجمة سيناء الرياضي بالعريش هو نادي مصري يعتبر كبير الاندية في العريش على مر الزمان تأسس 15 يناير 1980 ويلقب بالأصفر السيناوي وقد حقق إنجازات كثيرة على مر التاريخ والغريم التقليدي لنادي نجمة سيناء منذ ظهوره هو نادي الهلال ويعرف الآن باسم نادي اتحاد سيناء وحقق النادي إنجازات مثل صعود الفريق الأول الى دوري القسم الثاني المصري لعام 2013 \ 2014 وحصول فريق ال95 على بطولة المناطق لعام 2015 \ 2016.